# کوکامونگا جانکشن (آریزونا)
کوکامونگا جانکشن (به انگلیسی: Cucamonga Junction) یک منطقهٔ مسکونی در ایالات متحده آمریکا است که در آریزونا واقع شده‌است. کوکامونگا جانکشن ۱٬۷۹۰ متر بالاتر از سطح دریا واقع شده‌است.